# Anderson Arroyo
Anderson Arroyo Córdoba (geboren op 27 september 1999) is een Colombiaanse voetballer, die speelt als verdediger voor Mladá Boleslav op huurbasis van Liverpool FC.

## Clubcarrière
Hij startte zijn carrière bij Fortaleza CEIF en maakte er 22 optredens gedurende drie seizoenen.
In februari 2018 ging Arroyo naar Liverpool FC, en werd onmiddellijk uitgeleend aan Real Mallorca gedurende 18 maanden.
Tijdens het seizoen 2018-19 wordt hij uitgeleend aan de Belgische club KAA Gent, waar hij zijn Liverpool-ploegmaat Taiwo Awoniyi terugziet, die net als hem aan Gent wordt uitgeleend. In september 2019 werd hij uitgeleend aan het Tsjechische Mladá Boleslav.
Met Colombia nam hij deel aan het wereldkampioenschap voetbal onder 20 - 2019.